# Kahmard (huyện)
Kahmard là một huyện thuộc tỉnh Bamian, Afghanistan. Dân số thời điểm năm 1999 là 46,507 người.